# Jaxson Hayes
Jaxson Reed Hayes (* 23. Mai 2000 in Norman, Oklahoma) ist ein US-amerikanischer Basketballspieler.

## Laufbahn
Hayes kam im US-Bundesstaat Oklahoma zur Welt, als er drei Jahre alt war, zog er mit seiner Familie nach Cincinnati (Bundesstaat Ohio). Sein Vater Jonathan war American-Football-Profi und spielte in den 1980er und 1990er Jahren für die Kansas City Chiefs sowie die Pittsburgh Steelers in der National Football League (NFL). Als Trainer war er von 2003 bis 2018 im Stab der Cincinnati Bengals tätig. Mutter Kristi war in der ersten Hälfte der 1990er Jahre Basketballspielerin an der Drake University und anschließend Trainerin auf Hochschulebene.
Hayes war als Schüler Mitglied der Basketballmannschaft der in Cincinnati ansässigen Archbishop Moeller High School. Im September 2017 gab er seine Entscheidung bekannt, ab der Saison 2018/19 an der University of Texas zu spielen und zu studieren. Der als Spätentwickler erachtete Innenspieler stand in 32 Einsätzen für die Texaner 21 Mal in der Anfangsaufstellung und war mit zehn Punkten je Begegnung drittbester Korbschütze seiner Mannschaft. Zudem sammelte er im Schnitt fünf Rebounds ein und blockte 2,2 gegnerische Würfe. Letzteres war der Mannschaftshöchstwert.
Im April 2019 meldete er sich zum Draft-Verfahren der NBA an, beendete somit seine Universitätslaufbahn nach einem Jahr, um fortan als Profi zu spielen. Die Atlanta Hawks wählten ihn an achter Stelle aus. Sie schickten ihn aber sofort per Spielertausch an die New Orleans Pelicans weiter, bei denen er bis 2023 unter Vertrag stand.
Im Sommer 2023 unterschrieb er einen Zweijahresvertrag bei den Los Angeles Lakers. Am 9. Dezember 2023 gewann er mit den Kaliforniern die erste Ausgabe des NBA In-Season Tournaments im Endspiel gegen die Indiana Pacers, damit gelang ihm der größte Erfolg seiner bisherigen Laufbahn.

## Karriere-Statistiken

### NBA

#### Hauptrunde
| Saison  | Team        | GP  | GS | MPG  | FG % | 3P % | FT % | RPG | APG | SPG | BPG | PPG |
| ------- | ----------- | --- | -- | ---- | ---- | ---- | ---- | --- | --- | --- | --- | --- |
| 2019–20 | New Orleans | 64  | 14 | 16.9 | .672 | .250 | .647 | 4.0 | 0.9 | 0.4 | 0.9 | 7.4 |
| 2020–21 | New Orleans | 60  | 3  | 16.1 | .625 | .429 | .775 | 4.3 | 0.6 | 0.4 | 0.6 | 7.5 |
| 2021–22 | New Orleans | 70  | 28 | 20.0 | .616 | .351 | .766 | 4.5 | 0.6 | 0.5 | 0.8 | 9.3 |
| Gesamt  | Gesamt      | 194 | 45 | 17.7 | .634 | .360 | .723 | 4.3 | 0.7 | 0.4 | 0.8 | 8.1 |

## Erfolge
- 1× Sieger des NBA In-Season Tournaments: 2023